# Korea International 2009
Die Korea International 2009, offene internationale Meisterschaften im Badminton, fanden vom 24. bis zum 29. November 2009 in Hwasun statt.

## Sieger und Platzierte
| Disziplin    | Gold                          | Silber                      | Bronze                                    |
| ------------ | ----------------------------- | --------------------------- | ----------------------------------------- |
| Herreneinzel | Rho Ye-wook                   | Hwang Jong-soo              | Lee Cheol-ho                              |
| Herreneinzel | Rho Ye-wook                   | Hwang Jong-soo              | Han Ki-hoon                               |
| Dameneinzel  | Bae Yeon-ju                   | Lee Yun-hwa                 | Bae Seung-hee                             |
| Dameneinzel  | Bae Yeon-ju                   | Lee Yun-hwa                 | Park So-ri                                |
| Herrendoppel | Lee Yong-dae Jung Jae-sung    | Ko Sung-hyun Yoo Yeon-seong | Bodin Isara Maneepong Jongjit             |
| Herrendoppel | Lee Yong-dae Jung Jae-sung    | Ko Sung-hyun Yoo Yeon-seong | Kim Dae-eun Han Sang-hoon                 |
| Damendoppel  | Yoo Hyun-young Jung Kyung-eun | Ha Jung-eun Lee Kyung-won   | Savitree Amitrapai Vacharaporn Munkit     |
| Damendoppel  | Yoo Hyun-young Jung Kyung-eun | Ha Jung-eun Lee Kyung-won   | Eom Hye-won Kim Mi-young                  |
| Mixed        | Lee Yong-dae Lee Hyo-jung     | Ko Sung-hyun Ha Jung-eun    | Shin Baek-cheol Kim Min-jung              |
| Mixed        | Lee Yong-dae Lee Hyo-jung     | Ko Sung-hyun Ha Jung-eun    | Patipat Chalardchaleam Savitree Amitrapai |